# کالچووسی
کالچووسی (به لاتین: Kalchovtsi) یک منطقهٔ مسکونی در بلغارستان است که در شهرستان گابروو واقع شده‌است.